# 1995 YB2
1995 YB2 är en asteroid i huvudbältet som upptäcktes den 22 december 1995 av NEAT vid Haleakalā-observatoriet.
Asteroiden har en diameter på ungefär 20 kilometer och den tillhör asteroidgruppen Hilda.